# أنديرس ديه
أنديرس ديه (بالنرويجية البوكمول: Anders Daae)‏ هو عالم جريمة وطبيب نرويجي، ولد في 21 أبريل 1838 في برغن في النرويج، وتوفي في 19 ديسمبر 1910 في أوسلو في النرويج.